# 巻上げ機運転者
巻上げ機運転者（まきあげききうんてんしゃ）とは、巻上げ機の運転の業務に係る特別教育を修了した者。ウィンチ特別教育ともいう。

## 概要
- 動力駆動の巻上げ機（電気ホイスト・エアーホイスト・及びこれら以外の巻上げ機でゴンドラに係るものを除く）の運転の業務を行う。

## 受講資格
- 満18歳以上

## 特別教育
- 特別教育は各事業所（企業等）又は都道府県労働局長登録教習機関において行われる。
- 安全衛生特別教育規程（昭和47年労働省告示第92号）で規定された履修時間は10時間（以上）となっている。

### 講習科目
- 学科

1. 巻上げ機に関する知識（3時間）
2. 巻上げ機の運転に必要な一般的事項に関する知識（2時間）
3. 関係法令（1時間）

- 実技

1. 巻上げ機の運転（3時間）
2. 荷掛け及び合図（1時間）

## 操作できる巻上げ機
- 電気ホイスト・エアーホイスト・及びこれら以外の巻上げ機でゴンドラに係る動力駆動の巻上げ機以外の動力駆動の巻上げ機。